# Niña de mi corazón
 (срп. Девојчица мог срца) мексичка је теленовела, продукцијске куће Телевиса, снимана 2010.

## Синопсис
Андреа је девојка која живи са својим оцем Бенигном и браћом Данијелом и Марселином. Има дечка Хасона са којим раскида када сазна да је умешан у прљаве послове. Андреа мора да жртвује своје снове о факултету када њен отац доживи тешку несрећу и остане парализован. Девојка схвата да мора да пронађе посао, али једино што проналази је место у адвокатској фирми Максима Арохе - треба да буде асистент његовог сина Дарија. Проблем је што је Даријова девојка Мојра јако љубоморна и не жели да женско буде асистент њеном дечку.
Игром случаја, Дарио је тај који је довезао Бенигна у болницу након несреће. Како је место у фирми резервисано за мушкарца, Андреа се уз помоћ пријатеља Хуана Висентеа трансформише у свог измишљеног брата близанца Андреса. Хуан Висенте је заљубљен у њу, али она га гледа као старијег брата. Андрес постаје Дариов пријатељ, јер Максимо жели да зна шта његов син ради ван радног времена. Андреа сазнаје да Дарио има своју фирму мултимедијалних уређаја, коју је основао од новца који му је дала бака Мерседес. Та фирма је Дариова права страст, студирао је права само да би удовољио свом оцу. Проблеми настају када Химена, Дариова сестра, упозна „Андреса“ и закачи се за њега. Други проблем се јавља када Максимо понуди Андреи место у компанији и сада она тамо ради и као Андреа и као Андрес, смишљајући милион начина да сакрије свој дупли идентитет.
Максимо сазнаје за Дариову фирму и захтева од Мерседес да престане да му помаже, што она одбија. Ипак, Дарио жели да успе без ичије помоћи и тражи звезду која би постала нови идол младих. Чувши Андреса како пева, схвата да је он оно што је тражио. Раскида са Мојром и признаје Андресу да се заљубио у Андреу, која пристаје да буде његова девојка. Одлучује да му каже читаву истину, али када буде на корак да то уради, Мојра, која је открила њен дупли идентитет, говори јој да то не сме учинити јер ће у супротном полицији пријавити Андреса као кривца за уништење Дариове фирме.

## Глумачка постава

### Главне улоге
| Паулина Гото | Андреа Паз / Андрес Паз |
| Ерик Елијас  | Дарио Ариоха Аларкон    |

### Споредне улоге
| Лисет Морелос      | Мојра Гаска Кинто            |
| Марибел Гуардија   | Пилар Аларкон де Ариоха      |
| Артуро Пениче      | Максимо Ариоха Рикелме       |
| Лорена Ерера       | Силвија Кинто де Гаска       |
| Хулио Камехо       | Папи Хасон Браво Лопез       |
| Химена Ерера       | Марија Магдалена Браво Лопез |
| Марта Хулија       | Тамара Дијез                 |
| Освалдо Де Леон    | Хуан Висенте                 |
| Адријано Зендејас  | Дамјан Паз                   |
| Хосе Елијас Морено | Бенигно Паз                  |
| Исела Вега         | Доња Белен                   |
| Рафаел Инклан      | Виторио Конти                |
| Лорена Васкез      | Мерседес Рикелме де Арихоа   |
| Поло Ортин         | Македонио                    |
| Карлос Камара Јр.  | Димитри Молотов              |
| Алберто Естреља    | Уријел                       |
| Брендон Пениче     | Конрадо Гајардо              |
| Зорајда Гомез      | Каролина                     |
| Хаде Фрасер        | Химена Ариоха Аларкон        |
| Мане де ла Пара    | Чарли                        |
| Уријел дел Торо    | Бруно                        |
| Џон Мишел Екер     | Мудра                        |
| Карлос Еспејтзер   | Хек                          |
| Евелин Седењо      | Присила                      |
| Луис Кебаљос       | Вочо                         |
| Херардо Албаран    | Донато Блум                  |
| Лусеро Ландер      | Елоиса                       |
| Барбара Торес      | Флоренсија                   |
| Хајме Гарза        | Дијонисо Браво               |
| Роберто Асад       | Борис                        |
| Елса Марин         | Петра                        |
| Лурдес Канале      | Доња Трини                   |